# Oliver Turvey

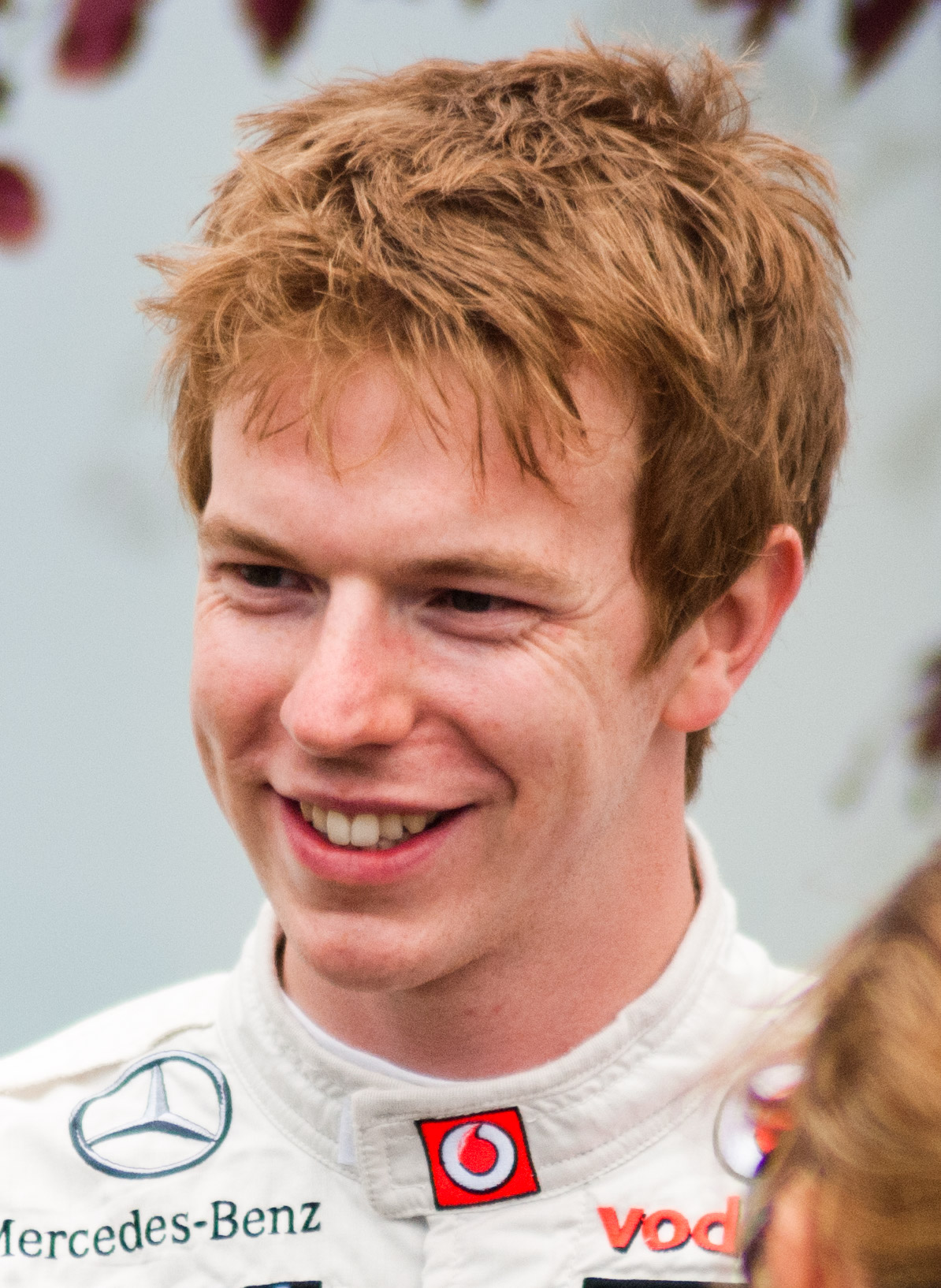
Oliver Turvey

Oliver Jonathan Turvey (Penrith, Cumbria, 1 april 1987) is een Brits autocoureur.

## Loopbaan

### Karting
Net als vele andere autocoureurs begon ook Turvey zijn carrière in de kartsport op de leeftijd van acht jaar. Na drie seizoenen promoveerde hij naar de British Cadet Championship in 1999, waarin hij als vijfde eindigde. Hij was ook lid van het Engelse nationale team, wat dat jaar het Inter-nation kampioenschap won. In 2000 ging Turvey naar het Junior Yamaha National Championship om vervolgens de titel te winnen. Na een seizoen in het Junior TKM ging hij naar de Junior Rotax klasse en werd hier in 2002 kampioen.

### Formuleracing
Turvey maakte zijn debuut in het formuleracing in 2003 in de Britse Formule Renault Winter Series en spendeerde de rest van het seizoen in de Zip Formula, waar hij de beste rookie was. In 2004 stapte hij over naar de Formule BMW UK voor het team Team SWR en boekte hier een overwinning. Aan het eind van het seizoen maakte hij zijn Formule 3-debuut in de promotieklasse van het Aziatische Formule 3-kampioenschap.
In 2005 bleef Turvey in de Formule BMW voor het team Team SWR, waar hij aan de start kwam in zestien van de twintig races. Door geldproblemen kwam hij in 2006 slechts aan de start van veertien races, maar werd door vijf overwinningen toch tweede in het kampioenschap. In de Formule BMW World Final in Valencia was hij de hoogst geklasseerde Brit op de zesde plaats. Turvey eindigde het jaar met het winnen van de McLaren Autosport BRDC Young Driver of the Year Award, waarbij hij Jon Barnes, Sam Bird, Nathan Freke, Jeremy Matcalfe en Oliver Oakes versloeg.
Alhoewel werd verwacht dat Turvey in 2007 naar het Britse Formule 3-kampioenschap zou gaan, bleef hij toch in Europa racen. Hij volgde dat seizoen een dubbel programma waarbij hij in zowel de Italiaanse Formule Renault en de Formule Renault Eurocup reed voor het ervaren team Jenzer Motorsport. In 2008 werd hij tweede in de Britse Formule 3 achter teamgenoot Jaime Alguersuari.
Turvey reed in 2009 in de Formule Renault 3.5 Series voor het team Carlin Motorsport waar hij opnieuw de teamgenoot van Alguersuari werd. Hij won een race en eindigde als beste rookie op de vierde plaats. Hij neemt deel aan de GP2 Asia Series in 2009-2010 en de GP2 Series in 2010 voor het team iSport International.